# Min mamma, bedragaren
Min mamma, bedragaren (engelska: Con Mum) är en brittisk dokumentärfilm som hade premiär på Netflix den 25 mars 2025, och som är regisserad av Nick Green.

## Handling
Livet ställs på ända för en kock när en jetsettande kvinna med smak för lyxhotell och dyr champagne hävdar att hon är hans mamma. Den här dokumentären berättar sanningen.